# Santurde (Burgos)
Santurde es una localidad y una Entidad Local Menor situada en la provincia de Burgos.
Esta pedanía pertenece al Ayuntamiento de Medina de Pomar;Comarca de Las Merindades.
Su Alcaldesa Pedánea es Dña. Susana Ruiz Sáinz de Baranda (Vive Santurde).

## Situación
Dista 5,5 km de la citada capital del municipio, Medina de Pomar, asentada en ambas riberas del río Trueba, a 85 km de Burgos, 75 km de Bilbao, 100 de Vitoria aproximadamente y a una altitud media de unos 640 metros sobre el nivel del mar, en zona limítrofe con la Junta de Traslaloma, la Merindad de Montija y la Merindad de Castilla la Vieja.

## Atractivos
Cuenta con rincones hogareños típicos del medio rural de la cordillera Cantábrica, lo que le hace parecer un lugar encantado. Se encuentra al pie de unas montañas de tamaño medio cuya cumbre más alta es Peñamazo. A medida que se asciende a la cumbre se puede divisar la cuenca del río Trueba. Éste cruza Santurde y lo divide en dos zonas que obtienen su nombre por su situación en torno a la trayectoria del río; el Barrio de Arriba y el Barrio de Abajo.
Cabe destacar su Iglesia parroquial de San Vicente, de estilo popular con partes barrocas y románicas; en una zona privilegiada dentro del pueblo y junto a un centenario y espectacular moral.

## Actividad económica
Su actividad está basada en la ganadería, sobre todo bovina, y la agricultura. 

## Fiestas
Las fiestas patronales de Santurde están dedicadas a San Roque, celebrándose el primer fin de semana de agosto. 
Se celebran verbenas las noches del viernes y sábado, entre otras muchas actividades típicas de las fiestas de la zona, como lo son las dianas y pasacalles la mañana del sábado, el partido Solteros contra Casados el domingo antes de comer, los juegos infantiles, los campeonatos de Mus y Brisca, concurso de disfraces... aderezándolo siempre con unos buenos chapuzones en la zona de baños del citado río Trueba, en un magnífico ambiente.
Se celebra también en Santurde la festividad de San Vicente, Santo Patrón de Santurde y que da nombre a su Parroquia. Esta festividad se suele celebrar a mediados de enero, oficiándose la Santa Misa y acabando con una comida familiar en cada hogar de la pedanía, dando a ésta festividad un carácter cercano y familiar.

## Historia
Santurde es un topónimo que significa “San Jorge”. Ubicado el pueblo sobre las dos riberas del río Trueba, al que divide, por sus condiciones de ubicación en una fértil vega y su situación geográfica hacen pensar en un temprano asentamiento humano en el término.
Aldea perteneciente a la Jurisdicción de Medina de Pomar en el partido de Castilla la Vieja en Burgos, jurisdicción de señorío ejercida por el Duque de Frías quien nombraba su regidor pedáneo.
A la caída del Antiguo Régimen queda agregado al ayuntamiento constitucional de Aldeas de Medina, en el partido de Villarcayo perteneciente a la región de Castilla la Vieja. A principios del siglo XX desaparece este municipio integrándose esta localidad en su actual municipio de Medina de Pomar.

## Yacimientos arqueológicos
La huella más antigua de poblamiento de la que se tiene constancia en la actualidad se refiere a una necrópolis o cementerio situado en el lugar denominado “El Santuario”. Situado en un pequeño altozano en la margen izquierda del Trueba, encima del “Barrio del Pradillo” y el arroyo de “Las Fuentes”. Se trataba de tumbas de lajas y su origen parece ser medieval; una “estela funeraria” de esta necrópolis está expuesta en el Museo de Las Merindades en Medina de Pomar. Un detalle a reseñar es que las lajas o losetas utilizadas en estas tumbas son el resultado de fosilizaciones de sedimentación de restos marinos y llaman la atención por la cantidad de huellas de pequeños caracoles que contienen.
Existe otra necrópolis, ya más tardía en el tiempo en el lugar de “Hontanares”, en las faldas del monte hacia el pueblo de La Riba, donde hay enterramientos; esta vez no son de lajas, pero sí hay una “estela funeraria” donde claramente está grabada “la Cruz”. La tradición oral de los ancestros hacía referencia al lugar con la existencia de la ermita de “Villarmil”.
Alrededor de Santurde y a medio camino de las poblaciones vecinas han existido poblamientos hoy ya desaparecidos, de los que queda constancia de restos y documentos. 

### San Román
Nos referimos en primer lugar a “San Román”, entre Santurde y Villatomil. “San Román” da nombre al páramo, aunque también se le conoce como “Santa Juliana”. Pascual Madoz en su "Diccionario geográfico-estadístico-histórico de España y sus posesiones de Ultramar" publicado entre 1846 y 1850, ya cita al lugar como despoblado, todavía hoy se puede reconocer alguna de las calles y ver los restos de cerámica y tejas. Todavía a principios del siglo XX se podían ver los vanos de las campanas de la iglesia. La concentración parcelaria término por demoler casi todo el trazado urbano. Existía una fuente en el lugar que en la actualidad la han canalizado con un caño cubierto. Reseñar la existencia de un “moral” al lado de la iglesia a semejanza de la iglesia de “San Vicente” en Santurde. 

### Las Granjas
La “Granja de La Zarzosa”, camino de Miñón y “La Granja Pajares” camino a Céspedes y Barriosuso, se tiene constancia a fecha de hoy por el nombre de los parajes y la constancia documental que de ambos lugares se hace en el Catastro del “Marqués de La Ensenada”. Sirva este para ilustrar y documentar la realidad de Santurde en el siglo XVIII, cuya visita del delegado real tuvo lugar el 19 de febrero de 1753. En la actualidad se sigue denominando al páramo “Los Valles” de la Zarzosa.

### Caserío
En el tema de edificaciones, empezamos por las de carácter rústico, que no tienen especial carácter para destacar, siendo las típicas casonas construidas con piedra sillería en esquinales, jambas y dinteles de vanos y el resto de paredes mampostería, con estructuras de madera y teja cerámica. Las casas albergaban la vivienda, cuadras, graneros y pajares. Es de destacar como con el cultivo del maíz, especialmente durante el siglo XIX, se dotó a las casas de grandes balconadas en sus fachadas soleadas (solanas) para el secado de las mazorcas de maíz.

### Las dos parroquias
Por la documentación escrita legada se tiene la constancia de la existencia de dos parroquias en el lugar de Santurde, una la Parroquia de “San Jorge” y otra la de “San Vicente”, que perdura en la actualidad.
La parroquia de “San Jorge”, desaparecida, estaba ubicada en el margen derecho del río Trueba, en la vega del Trueba, en el Barrio del Molino, al lado del canal del molino. Hoy solo quedan restos de cimentación, tejas y trozos de huesos como testigos de su existencia (los huesos son testigos de la antigua costumbre de enterrar los cuerpos dentro de los templos). Cercana esta la fuente de “San Jorge”, como así se sigue llamando, con su lavadero. Debajo de esta fuente también se localizan enterramientos. Se encuentran también en este entorno cimentaciones de antiguas edificaciones, con referencias de tradición oral a denominar a un determinado lugar como “las casas quemadas”, en la parte superior al propio templo. Las causas de la desaparición de esta iglesia no se tienen constancia si fue causa del propio fallo de su construcción, de problemas con crecidas que pudieron afectarle o la referencia del incendio de las casas vecinas.
La “Parroquia de San Vicente”, al margen izquierdo del río Trueba , que es la actual parroquia de Santurde. Sin especial valor arquitectónico, se distingue la nave del altar con bóveda de arco apuntado con una antigüedad mayor al resto de la nave central, donde una reciente reforma ha dejado al descubierto una anterior puerta de entrada de arco apuntado. La puerta actual de entrada aparece fechada en 1887 y va pareja a la nave central de la Iglesia, parece ser una reforma de ampliación del templo consecuencia de la desaparición de la Parroquia de “San Jorge”. El Concejo de Santurde se volcó en esa reforma, porque pasó a ser la única de Parroquia de Santurde, así lo atestigua la donación que hace en esos años del “cáliz” y del “crismón”. El altar es renovado en aquella época, colocándose el actual, que parece proceder del Ofertorio de San Felipe de Neri de Medina de Pomar, preside la imagen de San Vicente obra de un taller valenciano, y acompañado en el altar a su derecha por San Roque, patrón de fiestas.

## Fiestas y costumbres
Precisamente el aspecto festivo del pueblo va muy unido a la tradición religiosa. Tradicionalmente San Jorge fue la festividad de Santurde. Se celebraba el 23 de abril, y esto fue así hasta la llegada de Rvdo. P. Don Antonio Bujedo, natural de Abajas, en el siglo XIX, que dejó de honrar a San Jorge, como consecuencia de la desaparición física del templo en aquellos años. Se tomó a San Roque como Santo Patrón de Fiestas y se celebraba el día 16 de agosto, día propio del santoral. En los primeros años del siglo XX, se decide su traslado al día 23 de septiembre (la elección del día 23 fue una reminiscencia de la celebración de San Jorge), ya que las fechas veraniegas con las labores de trilla no propiciaban el holgar. Hasta la mitad de los años 70 se respetó el día 23 de septiembre independientemente del día de la semana en el que cayera. Se trasladó posteriormente al fin de semana más cercano a dicho día. Pocos años después, especialmente por la presión de los hijos del pueblo que viven fuera y lo desapacible del mes de septiembre nuevamente se traslada la fiesta, esta vez al primer fin de semana de agosto. En cuanto a la festividad de San Vicente, el 22 de enero, se le sigue honrando en la actualidad, pero solo a efectos religiosos, con la celebración ese día de la Santa Misa.
En el Catastro del Marqués de La Ensenada se hace referencia escrita del "molino harinero" que existía en Santurde. Su existencia da nombre aún en la actualidad al Barrio del Molino, donde las aguas del Trueba encauzadas por una presa situada enfrente del actual Barrio de Arriba discurrían por un canal, que aún se adivina hoy día y que ha sido invadido por las parcelas limítrofes. El canal desembocaba río abajo, en lo que conocemos actualmente como “Molino de Aceite”. Este molino se construyó en el siglo XIX para moler el lino que se cultivaba, del que se obtenía aceite de linaza, producto básico para pinturas y barnices. Este molino acabó derruido a mediados del siglo XX.
Los actuales restos de presa que existen en el río son el resultado de una ampliación de la antigua presa del molino, que se construyó con el propósito de crear una pequeña central eléctrica. La empresa que lo inició quebró y las consecuencias de la ampliación de la presa pronto se dejaron notar, las crecidas invadían el Barrio de Arriba, con lo que se la dinamitó.
Si el río separaba al pueblo, la manera de unir las dos riberas era el puente. El Trueba siempre trajo a lo largo de la historia problemas con el puente, las grandes crecidas causaban grandes desperfectos. En los primeros años del siglo XX, un 28 de diciembre el río se llevó el puente de madera que existía durante la noche, cuando la noticia se difundió creyeron que era una inocentada.
Se volvió a reconstruir el puente, ya con una estructura metálica y madera, que perduró hasta 1975 en que se construyó sobre las bases del existente uno nuevo con estructura de hormigón armado y otro puente nuevo unos trescientos metros aguas más arriba completamente nuevo de hormigón armado. Estos puentes han tenido que soportar varias grandes avenidas hasta la fecha, sufriendo en el invierno de 1981 el puente antiguo un encorvamiento como consecuencia del reasentamiento de una de sus bases. La gran avenida producida el 30 de enero de 2015 hizo que en fecha posteriores se fracturará definitivamente el puente por el rehundimiento de su cepa central durante una intervención con maquinaría de la Confederación Hidrográfica del Ebro. El puente fue derribado en otoño de 2015, por el peligro que podía suponer ante una gran avenida.
Mientras existió el antiguo puente hubo un paso peatonal (pontones) sobre el río para cruzar desde el Barrio de Arriba, ya que suponía un gran rodeo bajar hasta el puente de abajo. 
El antiguo "Puente de Quintanilla", era paso obligado de "carreteros" y "tragineros" (los transportistas de otros tiempos), existiendo una "Venta" en el lugar del mismo nombre, a semejanza de las actuales áreas de servicio de las carreteras nacionales. Allí descansaban con sus "caballerías", a las que había también que aprovisionar de agua y alimento. Parte de las mercancías transportadas desde los puertos cantábricos al interior era pescado, y después de ser atendidos en la "Venta" iniciaban su ruta deteniéndose un poco más adelante y tirando a las cunetas del camino el pescado que se encontraba en peor estado, dando nombre por este motivo al lugar conocido como "La Sardinera". 
El río Trueba que divide al pueblo ha sido y es uno de los elementos que la naturaleza que más destacan en el pueblo, de hecho “Santurde” es la denominación del coto de pesca de discurre desde el puente de Villalázara hasta Villamezán. Estamos hablando de uno de los mejores cotos de pesca de trucha de toda España, donde los más expertos pescadores suspiran la concesión de pesca por sorteo por poder practicar su afición en este coto. 
En la actualidad, Santurde mantiene en el aspecto económico una actividad agrícola y ganadera reducida a pocas explotaciones familiares. La población estable tiene una medía de edad alta y el pueblo se ha convertido en segunda vivienda (fines de semana y vacaciones) de muchos hijos del pueblo y otros visitantes llegados, con lo que han proliferado nuevas construcciones y la rehabilitación de casi todas las viviendas existentes.

## Situación política y administrativa
Santurde se constituye como Entidad Local Menor perteneciente al municipio de Medina de Pomar (Burgos).
Referencias legales:
Art.38 Tit. IV Otras Entidades Locales
Las Entidades Locales de ámbito territorial inferior al municipal tendrán las siguientes competencias:
- la Construcción, conservación y reparación de fuentes, lavaderos y abrevaderos;
- la Policía de caminos rurales, montes, fuentes y ríos;
- la Limpieza de calles;
- la Administración y conservación de su patrimonio (incluido el forestal), y la regulación del aprovechamiento de sus bienes comunales;
- la Ejecución de obras, prestación de servicios comprendidos en la competencia municipal y de exclusivo interés de la Entidad, cuando no esté a cargo del respectivo municipio (Medina de Pomar).

ALCALDES PEDÁNEOS DE SANTURDE EN PERÍODO CONSTITUCIONAL
- 1979-1983 D. Hilario Llarena
- 1983-1987 D. Vitoriano Vivanco
- 1987-1991 D. Juan Sáinz de Baranda
- 1991-2003 D. Cipriano García
- 2003-2007 D. Adolfo Llarena
- 2007-2017 D. Francisco Javier García-Diego
- 2017-2023 D. Román Isla
- 2023-actualidad Dña. Susana Ruiz